# Кулак легенды: Возвращение Чэнь Чжэня
«Кулак легенды: Возвращение Чэнь Чжэня» (кит. упр. 精武风云.陈真, палл. Цзин у фэн юнь. Чэнь Чжэнь) — крупнобюджетный боевик, сиквел фильма «Кулак легенды» (1994 год) с Джетом Ли. Впервые роль Чэнь Чжэня сыграл Брюс Ли в 1972 году в полнометражном фильме «Кулак ярости». Действие фильма разворачиваются спустя 7 лет после событий, показанных в телесериале, в период китайско-японской войны в оккупированном японцами Шанхае. Основные съемки фильма начались в ноябре 2009 года и закончились в начале февраля 2010 года; съемки проходили в Шанхае. Первый показ картины состоялся вне конкурса на открытии 67-го Венецианского кинофестиваля, и в 2010 году на кинофестивале в Торонто.

## Сюжет
Через 7 лет Чэнь Чжэнь возвращается в Шанхай из Франции под псевдонимом Ци Тяньюань в качестве молодого предпринимателя. Он приxoдит в местный ночной клуб «Касабланка», чтобы получить информацию о связи босса клуба и японской армии. Таинственная куртизанка Кики знакомится с Ци Тяньюанем, чтобы установить его истинное лицо.
На самом деле, Чэнь Чжэнь действует по поручению сотрудника тайной полиции Хуан Хаолуна, противостоящего японской группе убийц во главе с Ли Шимэном. Данная группа выполняла убийства ученых и т. д. Чэнь Чжэнь решает вступить в решающую схватку и в одиночку проникает в штаб-квартиру японской разведслужбы…

## В ролях
- Донни Йен — Чэнь Чжэнь
- Шу Ци
- Энтони Хуан Цюшэн — Вонг Чхаусанг
- Хуан Бо
- Шон Юй Вэньлэ — Ю Маньлок